# 馬炫
马炫（713年—791年10月4日），字弱翁，一字抱元，汝州郏城人，唐朝政治人物，左玉钤卫仓曹马珉之孙，岚州刺史、幽州经略军使马季龙之子，马燧的二哥。
马炫年轻时以儒学闻名，隐居苏门山，不应征召。至德年间，李光弼镇太原，征辟为掌书记、试大理评事、监察御史，历任侍御史。常参与谋议，被李光弼器重，上奏授为比部郎中、刑部郎中。田神功镇守汴州，表奏授为宣武节度判官、检校兵部郎中。转任连州刺史，入朝为吏部郎中，出为阆州刺史，入朝为大理少卿。建中初年，为润州刺史，黜陟使柳载以他清白上报朝廷，征拜为太子右庶子，转任左散骑常侍。马燧之子馬暢犯罪，马燧让哥哥马炫抓住马畅请罪。唐德宗敕令马炫在家杖打马畅三十下。马燧为司徒，因亲属关系升任为刑部侍郎，以病推辞，改为兵部尚书致仕。贞元七年九月初二庚申日（791年10月4日），马炫去世，时年七十九岁。

## 子孙
- 马陶，太子中捨
  - 马寅
  - 马慶
    - 马巢
    - 马儉